# Edna dos Santos-Duisenberg
Edna dos Santos-Duisenberg é uma economista e diplomata internacional com uma carreira notável de 30 anos na Organização das Nações Unidas (ONU), em Genebra. Ela é reconhecida por seu trabalho pioneiro na área da economia criativa, tendo fundado o primeiro Programa de Economia Criativa da ONU em 2004. Edna tem sido uma figura proeminente na promoção da economia criativa como uma estratégia de desenvolvimento socioeconômico, especialmente para países em desenvolvimento.

## Trajetória Profissional

### Nações Unidas e Economia Criativa
Edna dos Santos-Duisenberg iniciou sua carreira na ONU nos anos 80, onde ocupou vários cargos importantes, incluindo o de Chefe de Gabinete do Secretário Geral da UNCTAD (Conferência das Nações Unidas sobre Comércio e Desenvolvimento). Em 2004, ela criou o Programa de Economia Criativa da ONU, dirigindo pesquisas e análises econômicas para auxiliar governos na formulação de políticas públicas estratégicas.

### Publicações e Relatórios
Edna foi coautora principal dos primeiros estudos da ONU sobre economia criativa, lançados em 2008 e 2010, e criou o banco de dados da UNCTAD sobre o comércio mundial de bens e serviços criativos. Seus esforços têm sido fundamentais para sensibilizar governos sobre o potencial da economia criativa.

### Consultoria e Advocacia Internacional
Como consultora e assessora política internacional, Santos-Duisenberg tem trabalhado com governos e instituições, promovendo a economia criativa e o desenvolvimento sustentável. Ela tem participado de eventos e conferências internacionais, compartilhando sua expertise e incentivando ações criativas e inovadoras.

## Contribuições e Reconhecimento

### Promoção da Sustentabilidade
Edna dos Santos-Duisenberg tem sido uma defensora ativa da sustentabilidade, integrando-a como um componente essencial da economia criativa. Suas contribuições nesse campo abrangem diversas áreas, refletindo a interconexão entre a economia criativa, políticas sustentáveis e turismo.

#### Desenvolvimento de Territórios Criativos
Edna destacou a importância da diversificação das economias e da adaptação às novas dinâmicas da sociedade do conhecimento, enfatizando a conectividade como fator crucial para o desenvolvimento sustentável. Ela participou do I Encontro Internacional de Territórios Criativos para o Desenvolvimento Sustentável, onde discutiu a retrospectiva dos últimos vinte anos da Economia Criativa e a relevância dos territórios criativos para o fortalecimento e desenvolvimento sustentável.

#### Integração de Sustentabilidade e Economia Criativa
Edna tem promovido a integração da sustentabilidade com a economia criativa, destacando como essa nova economia intensiva em criatividade pode contribuir para o desenvolvimento sustentável. Ela reconhece a economia criativa como uma estratégia de desenvolvimento que gera crescimento econômico, empregos e divisas, ao mesmo tempo em que promove a diversidade cultural e a sustentabilidade.

#### Projetos e Eventos Internacionais
Através de sua participação em projetos e eventos internacionais, como o World Creativity Festival, Edna tem enfatizado a importância da sustentabilidade, inovação, criatividade e tecnologia para a qualidade de vida. Ela tem sido uma voz influente na promoção de práticas sustentáveis dentro do contexto da economia criativa.

#### Advocacia por Políticas Sustentáveis
Edna tem trabalhado para sensibilizar governos e instituições sobre o potencial da economia criativa em promover sustentabilidade e bem-estar comunitário. Ela tem sido parte de discussões globais que buscam reavaliar e repensar a forma como vivemos, considerando políticas que promovem a sustentabilidade e o crescimento econômico.

#### Impacto da COVID-19 na Economia Criativa
Durante a pandemia de COVID-19, Edna participou de discussões sobre os impactos do vírus na economia criativa, destacando a necessidade de desenvolvimento tecnológico e acesso a meios tecnológicos como demandas sérias para a sustentabilidade do setor

### Prêmios e Reconhecimento
Ela foi reconhecida por sua contribuição para um documentário premiado no Festival de Sundance e no festival de Haia, na Holanda.

### Políticas Públicas e Desenvolvimento
Edna dos Santos-Duisenberg tem sido uma voz ativa na formulação de políticas públicas para a economia criativa, tanto no Brasil quanto internacionalmente, destacando a importância desse setor para o crescimento econômico, a geração de empregos e a inovação.